# Nick Drake
Nicholas Rodney Drake, detto Nick (Yangon, 19 giugno 1948 – Tanworth-in-Arden, 25 novembre 1974), è stato un cantautore e chitarrista inglese noto per le sue canzoni basate sulla chitarra acustica. Durante la sua vita non riuscì a conquistare un vasto pubblico, ma il suo lavoro ha ottenuto un riconoscimento sempre più ampio. Drake firmò il contratto con la Island Records a 20 anni, quando era studente all'Università di Cambridge, e pubblicò il suo album di debutto, Five Leaves Left, nel 1969. Nel 1972, aveva registrato altri due album, Bryter Layter e Pink Moon. Nessuno dei due vendette più di 5 000 copie al lancio. La sua riluttanza ad esibirsi dal vivo e a rilasciare interviste contribuì alla sua mancanza di successo commerciale.
Soffriva di depressione, una condizione evidente nei suoi testi. Dopo aver registrato Pink Moon, si ritirò dalla scena a casa dei suoi genitori nelle campagne del Warwickshire. Morì a 26 anni per un'overdose causata da una trentina di pillole di amitriptilina, un antidepressivo che gli era stato prescritto. La morte fu classificata come suicidio.
Nel 1979 l'uscita dell'album retrospettivo Fruit Tree diede vita alla rivalutazione della musica di Drake. Verso la metà degli anni '80, artisti come Robert Smith, David Sylvian e Peter Buck dichiararono di essere stati influenzati dalla sua musica. Nel 1985 The Dream Academy arrivò in classifica nel Regno Unito e negli Stati Uniti con "Life in a Northern Town", una canzone che parla di Drake e a lui dedicata. All'inizio degli anni '90, veniva descritto dalla stampa musicale britannica come un "romantico dannato". La prima biografia di Drake è stata pubblicata nel 1997, seguita nel 1998 dal film documentario A Stranger Among Us. Nel 1999 la sua canzone "Pink Moon" è stata usata in uno spot pubblicitario della Volkswagen, con conseguente aumento delle vendite dei suoi album negli Stati Uniti. Al 2014, il numero di album di Nick Drake venduti nel Regno Unito e negli Stati Uniti superò i 2,4 milioni.

## Infanzia
Suo padre, Rodney Shuttleworth Drake (1908-1988), nei primi anni '30 si era trasferito a Rangoon, in Birmania per lavorare come ingegnere presso la Bombay Burmah Trading Corporation. Nel 1934 Rodney incontrò la madre di Nick, Molly Lloyd (1916-1993), figlia di un membro di alto livello della pubblica amministrazione indiana. Rodney fece la sua proposta di matrimonio nel 1936, ma dovette aspettare un anno, ovvero al compimento del ventunesimo anno di Molly, affinché la famiglia di lei permettesse loro di sposarsi. Nel 1950 tornarono in Inghilterra per vivere nel Warwickshire nella loro casa, Far Leys, a Tanworth-in-Arden, a sud di Birmingham, dove Rodney lavorò dal 1952 come Presidente e Amministratore Delegato della Wolseley Engineering.
La sorella maggiore di Nick, Gabrielle, divenne un'attrice cinematografica di successo. Entrambi i genitori erano inclini alla musica e scrivevano canzoni. Le registrazioni delle canzoni di Molly, scoperte dopo la sua morte, sono simili nel tono e nelle tematiche all'ultimo lavoro di suo figlio; condividendo la resa vocale, sia Gabrielle sia il biografo Trevor Dann notarono nella loro musica un parallelismo nel presagio e fatalismo. Incoraggiato dalla madre, Nick imparò a suonare il pianoforte in tenera età e cominciò a comporre canzoni che registrava su un registratore a bobina che teneva nel salotto di famiglia.
Nel 1957 Drake fu mandato alla Eagle House School, un collegio scolastico vicino a Sandhurst, Berkshire. Cinque anni dopo, andò al Marlborough College, una scuola pubblica nel Wiltshire già frequentata dal padre, dal nonno e dal bisnonno. Sviluppò interesse per lo sport, diventando un abile velocista sui 100 e 200 metri, fino a rappresentare nel 1966 l'Open Team della scuola. Giocava a rugby per la squadra C1 House e fu nominato Capitano nei suoi ultimi due mandati. I compagni di scuola ricordano Drake come una persona sicura di sé, spesso distaccato e "pacatamente autorevole". Suo padre Rodney ha ricordato: "In uno dei suoi colloqui [il preside] disse che nessuno sembrava conoscerlo bene. La gente non lo conosceva molto".
Drake suonava il pianoforte nell'orchestra della scuola, e imparò il clarinetto e il sassofono. Nel 1964 o 1965 formò un gruppo, i Profumed Gardeners, con quattro compagni di scuola. Con Drake al pianoforte e occasionalmente con il sassofono contralto e voce, il gruppo eseguì cover di Pye International R&B e standard jazz, così come canzoni di Yardbirds e Manfred Mann. Chris de Burgh chiese di unirsi alla band, ma fu rifiutato perché il suo gusto era "troppo pop".
L'andamento scolastico di Nick peggiorò e, mentre alla Eagle House aveva anticipato un anno, a Marlborough cominciò a trascurare gli studi a favore della musica. Nel 1963 andò ancor peggio di quanto i suoi insegnanti si aspettassero, non riuscendo nemmeno a superare il corso di "Fisica e chimica", un ripiego per gli studenti con difficoltà nell'ambito delle materie scientifiche.
Nel 1965 Drake pagò 13 sterline (equivalente a 247 sterline nel 2018) per la sua prima chitarra acustica, una Levin, e cominciò a sperimentare con tecniche di open tuning e finger-picking.
Nel 1966 Drake si iscrisse a un centro di formazione a Five Ways, Birmingham, dove vinse una borsa di studio per studiare al Fitzwilliam College, Cambridge. Rimandò la frequenza per trascorrere sei mesi all'Università di Aix-Marseille, in Francia, a partire dal febbraio 1967, dove iniziò a suonare più seriamente la chitarra. Per guadagnare soldi suonava per strada con gli amici in centro città. Drake iniziò a fumare cannabis, e andò con gli amici in Marocco; secondo il compagno di viaggio Richard Charkin, "era lì che si trovava la roba migliore". Molto probabilmente ha iniziato a usare l'LSD mentre era ad Aix, e i testi scritti durante questo periodo - in particolare per "Clothes of Sand" - suggeriscono un interesse per gli allucinogeni.

## Cambridge
Al suo ritorno in Inghilterra, Drake si trasferì nell'appartamento della sorella a Hampstead, Londra, prima di iscriversi, in ottobre, al Fitzwilliam College, presso l'Università di Cambridge, per studiare Letteratura inglese. I suoi insegnanti lo trovarono brillante ma poco entusiasta e restio ad applicarsi. Il suo biografo, Trevor Dann, riporta che aveva difficoltà a relazionarsi con il personale e con i compagni di studio, e che le fotografie di iscrizione di quel periodo ritraggono un giovane cupo. Cambridge poneva l'accento sulle sue squadre di rugby e cricket, ma a quel tempo Nick aveva perso interesse per lo sport, preferendo rimanere nella sua stanza a fumare cannabis, ad ascoltare e suonare musica. Secondo il collega studente Brian Wells, "loro erano i mocciosi e noi eravamo le persone fighe che fumavano erba".
Nel settembre 1967, Drake incontrò Robert Kirby, uno studente di musica che orchestrò molti degli arrangiamenti per archi e fiati nei primi due album di Drake. A quel tempo, Drake aveva scoperto le scene della musica folk britannica e americana, e fu influenzato da artisti come Bob Dylan, Donovan, Van Morrison, Josh White e Phil Ochs. Iniziò ad esibirsi nei locali e nelle caffetterie londinesi, e nel febbraio 1968, mentre suonava in supporto ai Country Joe e ai Fish al Roundhouse di Camden Town, fece colpo su Ashley Hutchings, bassista dei Fairport Convention. Hutchings ricorda di essere rimasto colpito dall'abilità chitarristica di Drake, ma ancor più dalla sua immagine: "Sembrava una stella. Sembrava meraviglioso, sembrava essere alto 2 metri".

Hutchings presentò Drake al venticinquenne produttore americano Joe Boyd, proprietario della Witchseason Productions. L'azienda era, all'epoca, concessionaria della Island Records, e Boyd, che aveva scoperto i Fairport Convention e fatto conoscere John Martyn e i The Incredible String Band al grande pubblico, era una figura significativa e rispettata sulla scena folk britannica. Lui e Drake instaurarono un legame immediato, e Boyd fu il suo mentore per tutta la carriera. Impressionato da un demo di quattro brani registrato nella sala del college all'inizio del 1968, Boyd gli propose un contratto di gestione, pubblicazione e produzione. Secondo Boyd: 
Secondo l'amico Paul Wheeler, Nick aveva già deciso di non completare il suo terzo anno a Cambridge ed era entusiasta del contratto.

## Carriera

### Five Leaves Left
Drake iniziò a registrare il suo album di debutto Five Leaves Left nel 1968, con Boyd come produttore. Drake saltava le lezioni per viaggiare in treno per partecipare alle sessioni nello studio Sound Techniques di Londra. Ispirato dalla produzione di John Simon dell'album di Leonard Cohen Songs of Leonard Cohen, Boyd era entusiasta che la voce di Drake sarebbe stata registrata in uno stile intimo, "senza riverbero pop sfavillante". Cercò di includere un arrangiamento per archi simile a quello di Simon, "senza travolgere.... o sembrare sdolcinato". Per incidere gli altri strumenti, Boyd ottenne diversi contatti dalla scena folk rock londinese, tra cui il chitarrista dei Fairport Convention Richard Thompson e il bassista dei Pentangle, Danny Thompson. Per fornire gli arrangiamenti per archi, Boyd aveva già in mente Richard A. Hewson.
Le registrazioni iniziali non andarono bene: le sessioni erano irregolari e affrettate, si svolgevano durante i periodi di inattività dello studio presi in prestito dai Fairport Convention per la produzione del loro album Unhalfbricking. Sorsero tensioni sulla direzione dell'album: Boyd era un sostenitore dell'approccio di George Martin di "usare lo studio come strumento", mentre Drake prediligeva un suono più organico. Dann notò che Drake appariva " teso e ansioso" nelle registrazioni, e anche un certo numero di tentativi di Boyd di strumentazione non riuscirono. Entrambi erano insoddisfatti del contributo di Hewson, che ritenevano troppo mainstream per le canzoni di Drake. Drake suggerì il suo amico di college Robert Kirby come sostituto. Sebbene Boyd fosse scettico sull'assunzione di uno studente di musica amatoriale inesperto, rimase impressionato dall'atipica assertività di Drake, e accettò di fare una prova. Kirby aveva precedentemente presentato a Drake alcuni arrangiamenti per le sue canzoni. Mentre Kirby fornì la maggior parte degli arrangiamenti per l'album, il suo pezzo forte "River Man", che riecheggiava il tono di Delius, fu orchestrato dal compositore di lunga data Harry Robertson. Le difficoltà di post-produzione ritardarono l'uscita di diversi mesi, e l'album fu scarsamente commercializzato e sostenuto. In luglio, Melody Maker descrisse Five Leaves Left come "poetico" e "interessante", anche se il New Musical Express scrisse in ottobre che non c'era "abbastanza varietà per renderlo divertente". Ricevette poche trasmissioni radiofoniche all'esterno di spettacoli di DJ della BBC più progressisti come John Peel e Bob Harris. Drake era insoddisfatto della copertina ad intarsio, che riportava le canzoni in ordine di riproduzione errato e includeva versi omessi dalle versioni registrate. In un'intervista, la sorella Gabrielle disse: "Era molto riservato. Sapevo che stava facendo un album, ma non sapevo a che punto di completamento era fino a quando non è entrato nella mia stanza e ha detto: Eccoti qui. L'ha gettato sul letto ed è uscito".

### Bryter Layter
Drake lasciò gli studi a Cambridge nove mesi prima della laurea e nell'autunno 1969 si trasferì a Londra. Suo padre ricorda: "scrivergli lunghe lettere, sottolineando gli svantaggi di andare via da Cambridge... una laurea era una rete di sicurezza, se si riesce ad ottenere una laurea, almeno si ha qualcosa su cui ripiegare; la sua risposta fu che una rete di sicurezza era l'unica cosa che non voleva". Drake trascorse i suoi primi mesi a Londra alla deriva da un posto all'altro, soggiornando di tanto in tanto nell'appartamento a Kensington di sua sorella, ma dormendo di solito su divani e pavimenti di amici. Alla fine, nel tentativo di portare un po' di stabilità e un telefono nella vita di Drake, Boyd gli trovò e pagò un monolocale al piano terra a Belsize Park, Camden.

Il 5 agosto 1969, Drake registrò cinque canzoni per lo show della BBC John Peel ("Cello Song", "Three Hours", "River Man", "Time of No Reply" e una prima versione di "Bryter Layter"), tre delle quali furono trasmesse la sera seguente. Un mese dopo, il 24 settembre, aprì il concerto dei Fairport Convention alla Royal Festival Hall di Londra, seguita da apparizioni nei club folk di Birmingham e Hull. Oltre a ciò, degne di nota sono anche le date del 24 gennaio e del 24 febbraio 1970, durante le quali Nick Drake si esibirà - rispettivamente al Technical College di Ewell e alla Leicester University - con gli allora esordienti Genesis come gruppo d'apertura. Il cantante folk Michael Chapman raccontò delle esibizioni: 
L'esperienza rafforzò la decisione di Drake di ritirarsi dalle apparizioni dal vivo; i pochi concerti che fece in questo periodo erano di solito brevi, goffi e poco frequentati. Drake sembrava riluttante ad esibirsi e raramente si rivolgeva al suo pubblico. Poiché molte delle sue canzoni erano suonate in diverse accordature, si fermava spesso per riaccordare la chitarra.
Anche se la pubblicità generata da Five Leaves Left era poca, Boyd era desideroso di sfruttare lo slancio. Il secondo album di Drake, Bryter Layter del 1971, sempre prodotto da Boyd e curato da John Wood, introdusse un suono più ritmato e più jazz.
Deluso dalla scarsa riuscita commerciale del suo debutto, Drake cercò di allontanarsi dal suo suono pastorale, e accettò i suggerimenti di Boyd di inserire anche il basso e la batteria. "Era più un suono pop, suppongo," disse Boyd più tardi. "L'ho immaginato come più commerciale". Come il suo predecessore, l'album comprendeva musicisti della Fairport Convention, così come i contributi di John Cale su due canzoni: "Northern Sky" e "Fly". Trevor Dann ha ricordato che mentre le sezioni di "Northern Sky" sembrano più caratteristiche di Cale, è stata la canzone più vicina ad arrivare in classifica all'uscita. Cale usava eroina in questo periodo, e il suo amico più anziano Brian Wells sospettava che anche Drake ne facesse uso.
Boyd e Wood erano sicuri che Bryter Layter sarebbe stato un successo, ma vendette meno di 3 000 copie. Le recensioni sono state di nuovo contrastanti: mentre Record Mirror elogiò Drake come "bel chitarrista pulito e con un tempismo perfetto, [e] accompagnato da arrangiamenti morbidi e bellissimi", Melody Maker descrisse l'album come "un mix imbarazzante di folk e cocktail jazz".
Poco dopo la sua uscita, Boyd vendette la Witchseason alla Island Records, e si trasferì a Los Angeles per lavorare con la Warner Brothers per realizzare colonne sonore cinematografiche. La perdita del suo mentore, unita alle scarse vendite dell'album, portò Drake a un'ulteriore depressione. Il suo atteggiamento nei confronti di Londra era cambiato: era infelice a vivere da solo, e visibilmente nervoso e a disagio a esibirsi in una serie di concerti all'inizio del 1970. In giugno, Drake fece una delle sue ultime apparizioni dal vivo all'Ewell Technical College, nel Surrey. Ralph McTell, che si esibì anche lui quella sera, ricorda: "Nick era monosillabico. In quel particolare concerto era molto timido. Ha fatto il primo set e deve essere successo qualcosa di terribile. Stava facendo la sua canzone 'Fruit Tree' e se n'è andato a metà del concerto".
Nel 1971 la famiglia lo convinse a visitare uno psichiatra al St Thomas's Hospital di Londra. Gli furono prescritti antidepressivi, ma si sentiva a disagio e imbarazzato nel prenderli, e cercò di nascondere il fatto ai suoi amici. Era preoccupato dei loro effetti collaterali ed era preoccupato di come avrebbero reagito con il suo uso regolare di cannabis.
La Island Records esortò Drake a promuovere Bryter Layter attraverso interviste, sessioni radio e apparizioni dal vivo. Drake, che ormai stava fumando quella che Kirby descriveva come "quantità incredibili" di cannabis e che mostrava "i primi segni di psicosi", rifiutò. Deluso dalla reazione a Bryter Layter, si chiuse nei suoi pensieri e si ritirò dalla famiglia e dagli amici. Raramente lasciava il suo appartamento, usciva solo per suonare un concerto occasionale o per comprare droga. Sua sorella ha ricordato: "Questo è stato un momento molto brutto. Una volta mi disse che tutto cominciò ad andare male da [questa] volta, e penso che fu allora che le cose cominciarono ad andare male".

### Pink Moon
Anche se la Island non si aspettava né voleva un terzo album, Drake si avvicinò a Wood nell'ottobre 1971 per iniziare a lavorare a quello che sarebbe stato il suo ultimo album. Le sessioni si svolsero in due notti, con solo Drake e Wood presenti in studio. Le cupe canzoni di Pink Moon sono brevi, e l'album di undici tracce dura solo 28 minuti, una lunghezza descritta da Wood come "pressoché giusta". Davvero non vorresti che durasse più a lungo". Drake aveva espresso insoddisfazione per il suono di Bryter Layter, e credeva che gli arrangiamenti di archi, ottoni e sassofono avessero come risultato un suono "troppo pieno, troppo elaborato". Drake appare su Pink Moon accompagnato solo dalla sua chitarra accuratamente incisa, tranne che per una sovraincisione di pianoforte nella title track. Wood disse più tardi: "Era molto determinato a fare questo disco molto duro e crudo. Sicuramente voleva che lo impersonasse più di ogni altra cosa. E credo che, per certi versi, Pink Moon sia probabilmente più simile a Nick che gli altri due dischi".
Nick consegnò i nastri di Pink Moon a Chris Blackwell presso la Island Records, contrariamente ad una leggenda popolare che sostiene che li lasciò alla receptionist senza dire una parola. Una pubblicità per l'album sul Melody Maker di febbraio iniziava con "Pink Moon l'ultimo album di Nick Drake: la prima volta che ne abbiamo sentito parlare è stato quando era finito". Pink Moon ha venduto meno copie dei suoi predecessori, anche se ha ricevuto alcune recensioni favorevoli. In Zigzag, Connor McKnight scrisse: "Nick Drake è un artista che non finge mai. L'album non fa alcuna concessione alla teoria secondo la quale la musica dovrebbe essere evasione. È semplicemente la visione della vita di un musicista in quel momento, e non si può chiedere di più".
Blackwell riteneva che Pink Moon avesse il potenziale per portare Drake ad un grande pubblico; tuttavia, il suo staff era deluso dalla riluttanza di Drake a promuoverlo. Il manager di A&R Muff Winwood ricorda che si "strappava i capelli" per la frustrazione, che senza l'entusiastico sostegno di Blackwell "il resto di noi gli avrebbe dato un calcio". Su insistenza di Boyd, Drake accettò un'intervista con Jerry Gilbert di Sounds Magazine. Il "timido e introverso" Drake parlò della sua antipatia per le apparizioni dal vivo e poco altro. "Non c'era alcuna connessione", disse Gilbert. "Non credo che abbia avuto un contatto visivo con me neanche una volta". Abbattuto e convinto che non sarebbe stato in grado di scrivere di nuovo, Drake si ritirò dalla musica. Accarezzava l'idea di una carriera diversa e pensava all'esercito.

## Ultimi anni
Nei mesi successivi all'uscita di Pink Moon, Drake divenne sempre più asociale e distante. Tornò a vivere nella casa dei genitori a Tanworth-in-Arden, anche se non era entusiasta, si rendeva conto che la sua malattia lo rendeva inevitabile. "Non mi piace stare a casa", disse a sua madre, "ma non potrei essere da nessun'altra parte". Il suo ritorno è stato spesso difficile per la sua famiglia; Gabrielle ha detto: "le giornate buone a casa dei miei genitori erano giornate buone per Nick, e le giornate cattive erano giornate cattive per Nick. E questo era ciò su cui ruotava la nostra vita".
Drake viveva con poco; il suo unico reddito fu un anticipo di 20 sterline a settimana che ricevette dall'Island Records (circa 238 sterline). A un certo punto non poteva permettersi un nuovo paio di scarpe. Spariva per giorni, arrivando a volte senza preavviso a casa di amici, non comunicativo e chiuso in se stesso. Robert Kirby ha descritto una visita tipica: "Arrivava e non parlava, si sedeva, ascoltava musica, fumava, beveva qualcosa, dormiva lì la notte, e due o tre giorni dopo non c'era più, se ne andava. E tre mesi dopo sarebbe tornato". Il compagno di Nick a Cambridge, John Venning, lo vide su un treno della metropolitana a Londra e capì che era seriamente depresso: "C'era qualcosa in lui che suggeriva che avrebbe guardato attraverso me e non mi avrebbe per nulla notato. Così mi sono girato dall'altra parte".
John Martyn (che nel 1973 scrisse il brano che dà il titolo al suo album Solid Air parlando di Drake) descrisse Drake in questo periodo come la persona più distaccata che avesse mai incontrato. Prendeva in prestito l'auto di sua madre e guidava per ore e ore senza meta, finché non finiva la benzina, poi chiamava i genitori per chiedere di essere recuperato. Gli amici hanno ricordato fino a che punto il suo aspetto fosse cambiato. Nei periodi particolarmente tristi, si rifiutava di lavare i capelli o di tagliarsi le unghie. All'inizio del 1972, Drake ebbe un esaurimento nervoso e fu ricoverato in ospedale per cinque settimane. Inizialmente si credeva che soffrisse di una grave depressione, anche se il suo ex terapeuta sospettava che soffrisse di schizofrenia. I suoi problemi di salute si riflettevano spesso nei suoi testi.
Nel febbraio 1973, Drake contattò John Wood, sostenendo di essere pronto per iniziare a lavorare ad un quarto album. Boyd era in Inghilterra a quel tempo, e accettò di assistere alle registrazioni. La sessione iniziale fu seguita da registrazioni nel luglio 1974. Nella sua autobiografia del 2006, Boyd ha ricordato di essere rimasto colpito dalla rabbia e dall'amarezza di Drake: "Gli dissi che era un genio, e gli altri concordavano. Perché non era famoso e ricco? Questa rabbia deve essere rimasta per anni a degenerare sotto quell'aspetto inespressivo".
Boyd e Wood notarono un deterioramento delle prestazioni di Drake, che lo costrinse a sovraincidere la voce separatamente sulla chitarra. Tuttavia, il ritorno in studio di Sound Techniques sollevò lo spirito di Drake; sua madre ricorda: "Eravamo così entusiasti a pensare che Nick fosse felice, perché non c'era stata alcuna felicità nella vita di Nick per anni".
Alla fine del 1974, l'anticipo settimanale di Drake dalla Island era terminato, e la sua grave depressione lo portò a rimanere in contatto solo con pochi amici intimi. Cercò di rimanere in contatto con Sophia Ryde, che aveva conosciuto a Londra nel 1968. Ryde è stata descritta dai biografi di Drake come "la cosa più simile" a una fidanzata, ma lei ha usato la definizione di "migliore amica". In un'intervista del 2005, Ryde ha detto che una settimana prima della sua morte, aveva cercato di porre fine alla relazione: "Non riuscivo ad affrontarlo. Gli chiesi un po' di tempo. E non l'ho più rivisto". Come per il rapporto che aveva condiviso con la collega musicista folk Linda Thompson, il rapporto di Drake con Ryde non è mai stato consumato.

### Morte
Nelle prime ore del 25 novembre 1974, Drake morì a casa sua per overdose di amitriptilina, un antidepressivo. Era andato a letto presto dopo aver passato il pomeriggio a far visita ad un amico. Sua madre disse che all'alba lasciò la sua stanza per andare in cucina. La sua famiglia l'aveva già sentito fare così tante altre volte, e presumeva che stesse mangiando cereali. Poco dopo tornò nella sua stanza e prese delle pillole per "aiutarlo a dormire".
Drake era abituato a rispettare i propri orari; spesso aveva difficoltà a dormire e sovente rimaneva sveglio tutta la notte suonando e ascoltando musica, per poi dormire fino a tardi il mattino seguente. Sua madre in seguito disse: "Non lo disturbavo mai. Ma erano circa le 12 e io entrai, perché sembrava proprio che fosse ora che si alzasse. Ed era sdraiato di traverso sul letto. La prima cosa che ho visto sono state le sue gambe lunghe". Non c'era nessun biglietto di addio, anche se una lettera indirizzata a Ryde fu trovata vicino al suo letto con una copia di Il mito di Sisifo di Albert Camus.

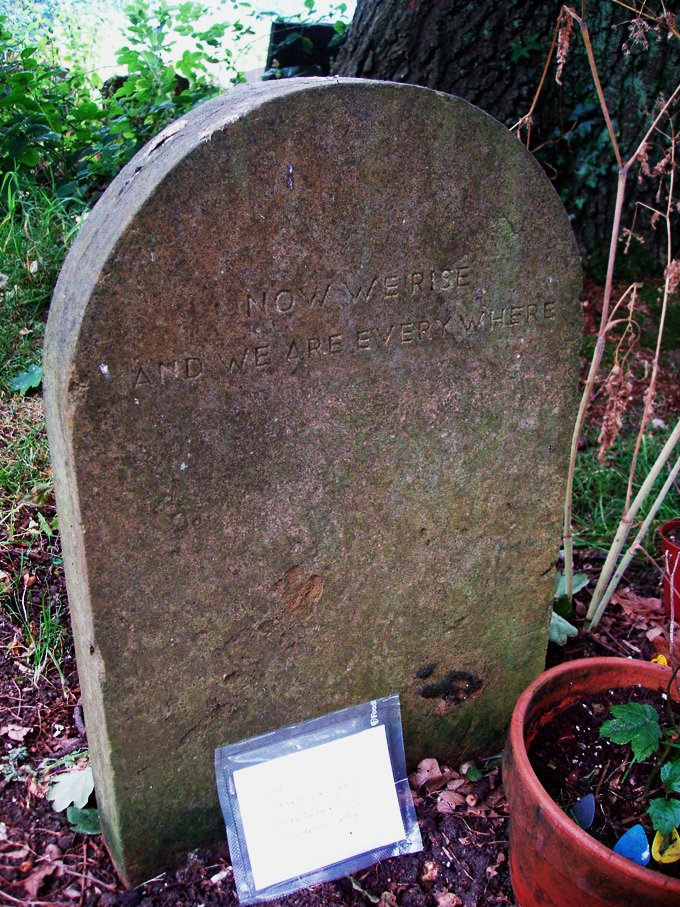
La tomba dove sono sepolte le ceneri di Drake assieme a quelle dei suoi genitori. Nella lapide è inciso l'epitaffio "Now we rise / And we are everywhere", tratto dal testo di "From the Morning", l'ultima canzone dell'album finale di Drake, Pink Moon.

Nell'inchiesta di dicembre, il magistrato dichiarò che la causa della morte era "Avvelenamento acuto da amitriptilina - autosomministrato durante una malattia depressiva", e confermò il suicidio. Sebbene il verdetto sia stato contestato da alcuni suoi amici e membri della sua famiglia, è opinione diffusa che, accidentalmente o meno, Drake avesse ormai "rinunciato alla vita". Rodney descrisse la morte di suo figlio come inaspettata; tuttavia, in un'intervista del 1979 disse che era "preoccupato per il fatto che Nick fosse così depresso". Eravamo soliti nascondere l'aspirina e le pillole e cose del genere".
Boyd ha ricordato che i genitori di Drake avevano descritto il suo umore nelle settimane precedenti come positivo e che aveva programmato di tornare a Londra per ricominciare la sua carriera musicale. Boyd ritiene che questo sollevamento di spirito sia stato seguito da uno "schianto alla disperazione". Ragionando che Drake potrebbe aver preso un alto dosaggio di antidepressivi per riconquistare quel senso di ottimismo, ha detto che preferisce immaginare Drake "fare un affondo disperato per la vita piuttosto che una resa calcolata alla morte". Scrivendo nel 1975, il giornalista di NME Nick Kent ha commentato l'ironia della morte di Drake in un momento in cui aveva appena iniziato a riguadagnare un senso di "equilibrio personale". Al contrario, Gabrielle disse: "Preferirei pensare che Nick si sia suicidato. Voglio dire, preferisco pensare che sia morto perché voleva farla finita piuttosto che sia stato il risultato di un tragico errore. Mi sembrerebbe terribile: una richiesta di aiuto che nessuno ha ascoltato".
Il 2 dicembre 1974, dopo una messa nella chiesa di Santa Maria Maddalena a Tanworth-in-Arden, le spoglie di Drake furono cremate al Solihull Crematorium e le sue ceneri interrate sotto una quercia nel cimitero della chiesa. Al funerale parteciparono una cinquantina di persone, tra cui amici di Marlborough, Aix, Cambridge, Londra, Witchseason e Tanworth. Riferendosi alla tendenza di Drake a tenere separate le relazioni, Brian Wells osservò che molti si incontravano per la prima volta quella mattina. Sua madre disse poi: "tanti dei suoi amici sono venuti qui. Non ne avevamo mai conosciuti molti".

## Popolarità postuma
Dopo la morte di Drake non seguirono documentari o compilation. La sua popolarità rimase bassa durante gli anni '70, sebbene il suo nome apparisse occasionalmente sulla stampa musicale. I suoi genitori ricevevano un numero sempre crescente di fan e ammiratori nella casa di famiglia. Island Records, a seguito di un articolo della NME del 1975 scritto da Nick Kent, dichiarò di non avere intenzione di riconfezionare gli album di Drake, ma nel 1979 Rob Partridge si unì alla Island Records come addetto stampa e commissionò l'uscita del cofanetto Fruit Tree. Comprendeva i tre album in studio, quattro brani registrati con Wood nel 1974 e un'ampia biografia scritta dal giornalista americano Arthur Lubow. Sebbene le vendite fossero scarse, Island Records non cancellò mai i tre album dal suo catalogo.
A metà degli anni '80, Drake fu menzionato da musicisti come Peter Buck dei R.E.M. e Robert Smith dei Cure; Smith ha attribuito l'origine del nome del suo gruppo ad un testo della canzone di Drake Time Has Told Me ("una cura problematica per una mente travagliata"). Drake acquisì ulteriore notorietà nel 1985 con l'uscita del singolo di successo dei The Dream Academy Life in a Northern Town, che includeva nella copertina una dedica a Drake. Nel 1986 fu pubblicata una biografia di Drake in danese; tradotta, aggiornata con nuove interviste e pubblicata in inglese nel febbraio 2012. La notorietà di Drake è cresciuta costantemente, e alla fine degli anni '80, il suo nome è apparso regolarmente su giornali e riviste musicali nel Regno Unito; era diventato un "eroe romantico maledetto".
Il 20 giugno 1998, la BBC Radio 2 trasmise un documentario, Fruit Tree: The Nick Drake Story, con interviste a Boyd, Wood, Gabrielle e Molly Drake, Paul Wheeler, Robert Kirby e Ashley Hutchings, narrate da Danny Thompson. All'inizio del 1999, la BBC2 trasmise un documentario di 40 minuti, A Stranger Among Us — Alla ricerca di Nick Drake. L'anno seguente, il regista olandese Jeroen Berkvens pubblicò il documentario A Skin Too Few: The Days of Nick Drake, con interviste a Boyd, Gabrielle Drake, Wood e Kirby. Più tardi quell'anno, The Guardian ha inserì Bryter Layter al primo posto nella lista dei "100 migliori album alternativi di sempre". Nel 2011 il Jason Parker Quartet pubblicò un tributo a Five Leaves Left, inclusa la loro interpretazione di ciascuna delle tracce. Nel novembre 2014, Gabrielle pubblicò una biografia di Drake.
Fin dai suoi esordi discografici il pianista jazz Brad Mehldau esegue due celebri brani di Drake: River Man, comparso per la prima volta nell'album Songs: The Art of the Trio Volume Three del 1998, e Things Behind the Sun, inciso per la prima volta da Mehldau nel suo concerto in solo Live in Tokyo del 2004. Nel 2005 incise l'album Day Is Done in cui compare una rielaborazione per trio jazz dell'omonimo brano di Drake.
Nel 2005 il cantautore italiano Roberto Angelini fa uscire, assieme a Rodrigo D'Erasmo, l'album PongMoon sognando Nick Drake - Storie di note, composto unicamente da cover di canzoni di Nick Drake. Nel 2019 i due hanno portato in tour lo spettacolo Way to blue, in occasione di una nuova edizione speciale del disco in vinile. Sempre nel 2019 è uscito il documentario "Nick Drake - Songs in a Conversation", diretto da Giorgio Testi, scritto da Roberto Angelini, Domenico Brandellero e Rodrigo d'Erasmo.
Nel 2011 il cantautore e polistrumentista italiano Marco Parente ha dedicato a Nick Drake la canzone Sempre (dall'album La riproduzione dei fiori), la cui sezione archi è stata arrangiata da Robert Kirby.
Nel 2015 Poste Italiane usa il brano Northern Sky come colonna sonora dello spot pubblicitario "Il cambiamento siamo noi".

## Stile musicale e poetico
Drake era ossessionato dall'esercizio della sua tecnica chitarristica, e rimaneva sveglio tutta la notte scrivendo e sperimentando accordature alternative. Sua madre dichiarò che lo sentiva "indaffarato a qualsiasi ora. Penso che abbia scritto le sue più belle melodie nelle prime ore del mattino". Autodidatta, raggiunse il suo stile chitarristico attraverso l'uso di accordature alternative per creare accordi a cluster, che sono difficili da ottenere con un'accordatura standard. In molte canzoni mette in evidenza l'effetto dissonante di tali accordature non standard attraverso le sue linee vocali. La sua voce era baritona.
Drake, che studiò letteratura inglese a Cambridge, fu attratto dalle opere di William Blake, William Butler Yeats e Henry Vaughan, e i suoi testi riflettono questi influssi. Utilizza anche una serie di simboli e codici elementari, in gran parte tratti dalla natura. La luna, le stelle, il mare, la pioggia, gli alberi, il cielo, la nebbia e le stagioni sono tutti di uso comune, influenzati in parte dalla sua educazione rurale. Le immagini relative all'estate sono al centro della sua opera giovanile; da Bryter Layter in poi, il suo linguaggio è più autunnale, evocando una stagione comunemente usata per trasmettere sensi di perdita e dolore. Drake scrive con distacco, più come osservatore che come partecipante, un punto di vista che Anthony DeCurtis di Rolling Stone ha descritto "come se stesse guardando la sua vita da una grande e incolmabile distanza".
Questa presunta incapacità di relazionarsi ha portato a molte speculazioni sulla sessualità di Drake. Boyd affermò di percepire una certa verginalità nei testi e nella musica, e ricorda di non aver mai osservato o sentito parlare del comportamento sessuale del cantante con nessuno, maschio o femmina. Kirby ha descritto i testi di Drake come una "serie di osservazioni estremamente vivide e complete, quasi come una serie di proverbi epigrammatici", anche se dubita che Drake si considerasse "una sorta di poeta". Kirby ritiene invece che i testi di Drake siano stati creati per "completare e comporre uno stato d'animo che la melodia suggerisce".

## Valutazioni
Drake ha ricevuto scarso consenso critico durante la sua vita, ma in seguito è stato ampiamente acclamato. Secondo Acclaimed Music, è il 101° artista discografico più acclamato di tutti i tempi. Tutti e tre i suoi album sono stati considerati a posteriori come capolavori da numerose pubblicazioni; Rolling Stone li ha inclusi tutti e tre nella lista dei 500 migliori album.
Nel 1994 il giornalista di Rolling Stone Paul Evans ha affermato che la musica di Drake "pulsa di una bellezza dolorante" simile all'album di Van Morrison del 1968 Astral Weeks. Secondo il critico AllMusic Richie Unterberger, Drake era un " talento singolare" che "ha prodotto diversi album di rilassata e cupa bellezza", che "con il senno di poi", sono stati "riconosciuti come successi di spicco sia della scena folk-rock inglese sia dell'intero genere cantautorale rock". Secondo le stime di Unterberger, il seguito e il successo di Drake si sono estesi per generazioni, "alla maniera dei giovani poeti romantici del XIX secolo che morirono prima del loro tempo ....". I cosiddetti "baby boomer" che lo hanno ignorato hanno trovato molto da rivisitare una volta scoperto, e la sua assorta solitudine parla direttamente ai rocker alternativi contemporanei che condividono il suo senso di alienazione morosa".
Meno entusiasta riguardo a Drake è stato Robert Christgau, che ha scritto audacemente nella Guida dei dischi di Christgau: Album rock degli anni Settanta (1981): "Non sono incline a venerare i suicidi. Ma il folk-pop jazzy di Drake è ammirato da molte persone che non hanno alcuna utilità per Kenny Rankin, e io preferisco lasciare aperta la possibilità che lui sia un altro mistico (romantico?) inglese. Sono abituato al mio modo di sentire". Anni dopo, gli fu chiesto di chiarire quello che rimaneva una valutazione non convenzionale del cantautore, e rispose: "Drake è ammirato e amato da molti, così tanti che sono sicuro che era un artista di vera originalità e, per molti, di grande fascino.... Anche se ci sono state alcune eccezioni, non sono mai stato attratto da ipersensibili o depressi, e Drake è entrambi. Non ho alcuna pretesa per il valore estetico oggettivo di questi gusti. Se ti piace e lo ammiri, ascoltalo, hai la mia benedizione - hai un sacco di compagnia intelligente. Ma non me".

## Discografia

### Album in studio
- 1969 - Five Leaves Left
- 1970 - Bryter Layter
- 1972 - Pink Moon

### Compilation
- 1971 - Nick Drake
- 1985 - Heaven in a Wild Flower
- 1987 - Time of No Reply
- 1994 - Way to Blue
- 2004 - Made to Love Magic
- 2004 - A Treasury
- 2007 - Family Tree

### Box set
- 1979 - Fruit Tree
- 2013 - Tuck Box